# Eccellenza Umbria 1993-1994
Il campionato italiano di calcio di Eccellenza regionale 1993-1994 è il terzo organizzato in Italia. Rappresenta il sesto livello del calcio italiano ed il maggiore in ambito regionale.
Questo è il girone unico organizzato dal Comitato Regionale dell'Umbria.

## Squadre partecipanti
| Squadra       | Città (provincia)                     | Stagione 1992-93                                     |
| ------------- | ------------------------------------- | ---------------------------------------------------- |
| Amerina       | Amelia (TR)                           | 14° in Eccellenza Umbria, retrocessa e poi ripescata |
| Campitello    | Terni                                 | 2° in Promozione Umbria, promosso                    |
| Dinamo Terni  | Terni                                 | 3° in Eccellenza Umbria                              |
| Deruta        | Deruta (PG)                           | 6° in Eccellenza Umbria                              |
| La Castellana | Bruna di Castel Ritaldi (PG)          | 13° in Eccellenza Umbria                             |
| Nestor        | Marsciano (PG)                        | 4° in Eccellenza Umbria                              |
| Ortana        | Orte (VT)                             | 10° in Eccellenza Umbria                             |
| Orvietana     | Orvieto (TR)                          | 1° in Promozione Umbria, promossa                    |
| Pievese       | Città della Pieve (PG)                | 9° in Eccellenza Umbria                              |
| San Secondo   | San Secondo di Città di Castello (PG) | 4° in Promozione Umbria, promosso                    |
| Sansepolcro   | Sansepolcro (AR)                      | 8° in Eccellenza Umbria                              |
| San Sisto     | San Sisto di Perugia                  | 7° in Eccellenza Umbria                              |
| Stroncone     | Stroncone (TR)                        | 3° in Promozione Umbria, promosso                    |
| Tiberis       | Umbertide (PG)                        | 11° in Eccellenza Umbria                             |
| Torgiano      | Torgiano (PG)                         | 5° in Eccellenza Umbria                              |
| Valfabbrica   | Valfabbrica (PG)                      | 12° in Eccellenza Umbria                             |

## Classifica finale
|  | Pos. | Squadra       | Pt | G  | V  | N  | P  | GF | GS | DR  |
|  | ---- | ------------- | -- | -- | -- | -- | -- | -- | -- | --- |
|  | 1.   | Sansepolcro   | 43 | 30 | 15 | 13 | 2  | 41 | 15 | +26 |
|  | 2.   | Orvietana     | 39 | 30 | 15 | 9  | 6  | 49 | 27 | +22 |
|  | 3.   | San Sisto     | 37 | 30 | 13 | 11 | 6  | 34 | 22 | +12 |
|  | 4.   | Valfabbrica   | 36 | 30 | 12 | 12 | 6  | 34 | 24 | +10 |
|  | 5.   | Stroncone     | 35 | 30 | 12 | 11 | 7  | 47 | 35 | +12 |
|  | 6.   | Nestor        | 32 | 30 | 12 | 8  | 10 | 39 | 37 | +2  |
|  | 7.   | Tiberis       | 31 | 30 | 10 | 11 | 9  | 26 | 23 | +3  |
|  | 8.   | Deruta        | 30 | 30 | 8  | 14 | 8  | 29 | 35 | -6  |
|  | 9.   | Campitello    | 28 | 30 | 10 | 8  | 12 | 33 | 36 | -3  |
|  | 10.  | San Secondo   | 27 | 30 | 7  | 13 | 10 | 32 | 42 | -10 |
|  | 11.  | Torgiano      | 27 | 30 | 9  | 9  | 12 | 30 | 40 | -10 |
|  | 12.  | La Castellana | 26 | 30 | 7  | 12 | 11 | 31 | 38 | -7  |
|  | 13.  | Ortana        | 26 | 30 | 6  | 14 | 10 | 19 | 29 | -10 |
|  | 14.  | Pievese       | 25 | 30 | 6  | 13 | 11 | 23 | 31 | -8  |
|  | 15.  | Dinamo Terni  | 21 | 30 | 6  | 9  | 15 | 40 | 51 | -11 |
|  | 16.  | Amerina       | 17 | 30 | 5  | 7  | 18 | 26 | 48 | -22 |

Legenda:

      Promossa nel Campionato Nazionale Dilettanti 1994-1995.
      Ammessa ai play-off nazionali.
      Retrocessa in Promozione Umbria 1994-1995.
Regolamento:

Due punti a vittoria, uno a pareggio, zero a sconfitta.
A parità di punteggio valevano gli scontri diretti. In caso di pari merito in zona promozione e/o retrocessione si doveva giocare una gara di spareggio.
Note:

L'Orvietana è stata poi ripescata nel Campionato Nazionale Dilettanti.